# Scars on Broadway (album)
Scars on Broadway è il primo album in studio del gruppo musicale statunitense omonimo, pubblicato il 29 luglio 2008 dalla Interscope Records.
L'album debuttò alla posizione 17 nella Billboard 200, venendo 24 000 copie durante la prima settimana. Nell'aprile 2010 le vendite sono arrivate 83 000 copie negli Stati Uniti d'America.

## Descrizione
Il disco è composto da 15 tracce, tutte scritte dal frontman del gruppo Daron Malakian. Le registrazioni sono iniziate il 27 settembre 2007.
L'album è stato anticipato il 13 giugno 2008 dal singolo They Say, accompagnato dal relativo videoclip. Come secondo singolo estratto è stato scelto World Long Gone, pubblicato per il download digitale nel solo Regno Unito.

## Tracce
Testi e musiche di Daron Malakian.
1. Serious – 2:07
2. Funny – 2:55
3. Exploding/Reloading – 2:15
4. Stoner Hate – 2:00
5. Insane – 3:07
6. World Long Gone – 3:16
7. Kill Each Other/Live Forever – 3:05
8. Babylon – 3:56
9. Chemicals – 3:13
10. Enemy – 3:03
11. Universe – 4:15
12. 3005 – 2:54
13. Cute Machines – 3:03
14. Wh*ring Streets – 3:01
15. They Say – 2:47

Traccia bonus nell'edizione di iTunes
1. Scars on Broadway (Instrumental) – 2:50
2. Hungry Ghost – 3:38

Tracce bonus nell'edizione giapponese
1. Hungry Ghost – 3:36
2. They Say (Video) – 2:54

DVD bonus nell'edizione deluxe
1. The Making of "They Say" – 3:10
2. "They Say" Video – 2:54

## Formazione
Gruppo
- Daron Malakian – voce, chitarra, basso, tastiera, organo, mellotron
- John Dolmayan – batteria

Altri musicisti
- Franky Perez – chitarra aggiuntiva
- Danny Shamoun – tastiera aggiuntiva

Produzione
- Daron Malakian – produzione
- Dave Schiffman – ingegneria del suono
- John Silan Cranfield – ingegneria del suono e montaggio aggiuntivi
- Ryan Williams – missaggio
- Eddy Schreyer – mastering
- Vartan Malakian – copertina

## Classifiche
| Classifica (2008)          | Posizione massima |
| -------------------------- | ----------------- |
| Australia                  | 43                |
| Austria                    | 22                |
| Canada                     | 11                |
| Finlandia                  | 14                |
| Francia                    | 88                |
| Germania                   | 23                |
| Italia                     | 78                |
| Nuova Zelanda              | 26                |
| Paesi Bassi                | 83                |
| Regno Unito                | 41                |
| Regno Unito (rock & metal) | 4                 |
| Scozia                     | 52                |
| Stati Uniti                | 17                |
| Stati Uniti (alternative)  | 4                 |
| Stati Uniti (digital)      | 12                |
| Stati Uniti (hard rock)    | 2                 |
| Stati Uniti (rock)         | 5                 |
| Svezia                     | 54                |
| Svizzera                   | 58                |